# Contea di Northeim
La contea di Northeim fu una contea medievale vicino a Rittigau, sulle pendici sud-occidentali della catena dell'Harz, avente come città principale Northeim.

Stemma della Contea di Northeim

## Storia
Intorno all'anno 950, una famiglia di conti apparve per la prima volta a Northeim, il cui potere raggiunse il suo primo apice con il conte Ottone I, quando fu duca di Baviera come Ottone II dal 1061 al 1070. Suo figlio Enrico il Grasso divenne margravio in Frisia, e sua figlia Richenza di Northeim divenne imperatrice in qualità di moglie di Lotario di Supplimburgo.
I possedimenti dei Northeim erano nell'alta Leine, la Werra e sul Weser, il Diemel e nel Nethe (Boyneburg) così come il basso Elba; inoltre i conti di Northeim furono Vogt delle abbazie di Corvey, Gandersheim, Helmarshausen, dell'Hauskloster di San Biagio a Northeim, Bursfelde, Amelungsborn e Oldisleben.
Dopo la morte di Richenza († 1141), di suo cugino Sigfrido IV di Boyneburg († 1144) e dell'ex margravio di Meißen Ermanno II di Winzenburg († 1152), questo enorme patrimonio familiare passò alla figlia di Richenza, Gertrude di Sassonia († 1143), moglie del duca di Baviera Enrico X il Superbo e madre di Enrico il Leone, e quindi ereditata dai Welfen.

## Origine della stirpe
Le origini dei conti di Northeim è oggetto di dibattito storiografico. Mentre Reinhard Wenskus ha mostrato legami familiari con la famiglia del margravio Gero e degli Immedingi, Erich von Brandenburg ritiene Sigfrido (I) di Northeim come figlio del conte Sigfrido di Lussemburgo, una tesi ripresa ed elaborata da Armin Wolf in 1997. La posizione opposta è rappresentata in particolare da Eduard Hlawitschka.

## Conti di Northeim
- Sigfrido (I) († intorno al 1004);
- Bernardo († intorno al 1040);
- Sigfrido (II) († 1025);
- Ottone I († 11 gennaio 1083), come Ottone II in qualità di duca di Baviera 1061–1070;
- Enrico il Grasso, sepolto 10 aprile 1101, margravio di Frisia nel 1090, duca titolare di Baviera;
- Ottone II, († 1116);
- Richenza di Northeim († 10 giugno 1141) ⚭ Lotario di Supplimburgo, † 4 dicembre 1137, duca di Sassonia, re e imperatore (Supplimburgo).

## Albero genealogico
1. Sigfrido (I) di Northeim, (attestato intorno al 955/965, 983-† marzo/novembre 1004) ⚭ intorno al 975/985 Matilde, probabilmente parente di un Benno/Bernardo[2].
  1. Bernardo di Northeim, intorno al 1040;
    1. Ottone (I), conte di Northeim († 11 gennaio 1083), duca Ottone II di Baviera 1061–1070 ⚭ Richenza, la cui ascendenza è oggetto di una serrata disputa storiografica, vedova del conte Ermanno III di Werl
      1. Enrico il Grasso († 10 aprile 1101), margravio in Frisia nel 1090, duca titolare di Baviera ⚭ intorno al 1090 Gertrude la Giovane di Brunswick, † 9 dicembre 1117, figlia di Egberto I, margravio di Meißen (Brunonidi).
        1. Ottone (II) († 1116);
        2. Richenza di Northeim (1095-† 10 giugno 1141) ⚭ intorno al 1100 Lotario di Supplimburgo († 4 dicembre 1137), duca di Sassonia, re e imperatore (Supplimburgo);
        3. Gertrude († 14 maggio 1154) ⚭ (I) Sigfrido di Ballenstedt, (intorno al 1075-† 9 marzo 1113), conte palatino del Reno dal 1095 ( Ascanidi) ⚭ (II) Ottone, conte di Rheineck († 1150).

      2. Cuno († 1103), conte di Beichlingen ⚭ Cunegonda di Weimar, figlia del conte Ottone I, margravio di Meißen, vedova del principe Jaropolk di Vladimir e Turow (Rurikidi), nel suo terzo matrimonio sposò Wiprecht di Groitzsch († 1124) (contea di Groitzsch);
        1. Matilde, 1117 ⚭ Guglielmo, conte di Lussemburgo († 23 gennaio 1130/31);
        2. Cunegonda ⚭ (I) Wiprecht di Groitzsch il Giovane († probabilmente 1116) (contea di Groitzsch) ⚭ (II) 1116/1117 Diepoldo III di Vohburg († 8 aprile 1146) (Rapotoni);;
        3. Adele ⚭ (I) Teodorico III di Katlenburg († 1106) ⚭ (II) Helferich, margravio della marca del Nord († 1118) (conti di Plötzkau).

      3. Sigfrido III di Boyneburg († 1123), conte di Boyneburg (documentato come "Sifridus Comes de Boumeneburch"); ⚭ Adelaide, contessa di Holstein (Schaumburg);
        1. Sigfrido IV di Boyneburg († 17 ottobre 1144).

      4. Ida ⚭ Thimo, conte di Brehna († 9 marzo intorno al 1091) (Wettin);
      5. Etelinda ⚭ divorzio nel 1070, Guelfo d'Este, († 9 novembre 1101), duca di Baviera nel 1070;
      6. Matilde ⚭ 1073-1076 Corrado II, conte di Werl-Arnsberg, attestato nel 1077/92.

  2. Sigfrido (II) di Northeim, (intorno al 975/985-† 1025), nel 1002 assassinò il candidato al trono Eccardo di Meißen[2].